# La Scala
El Teatro alla Scala (també conegut com La Scala de Milà) és un dels teatres d'òpera més famosos del món.
La temporada del teatre sol iniciar-se el 7 de desembre, dia de Sant Ambrosi, sant patró de Milà. Totes les funcions han d'acabar abans de la mitjanit; les òperes més llargues han de començar més enjorn. Antonio Bernocchi va ser el màxim financer per a la reconstrucció del Teatre alla Scala, afectat pel bombardeig de la guerra, i va tornar a obrir "com era i on va ser" l'11 de maig de 1946.

## Història

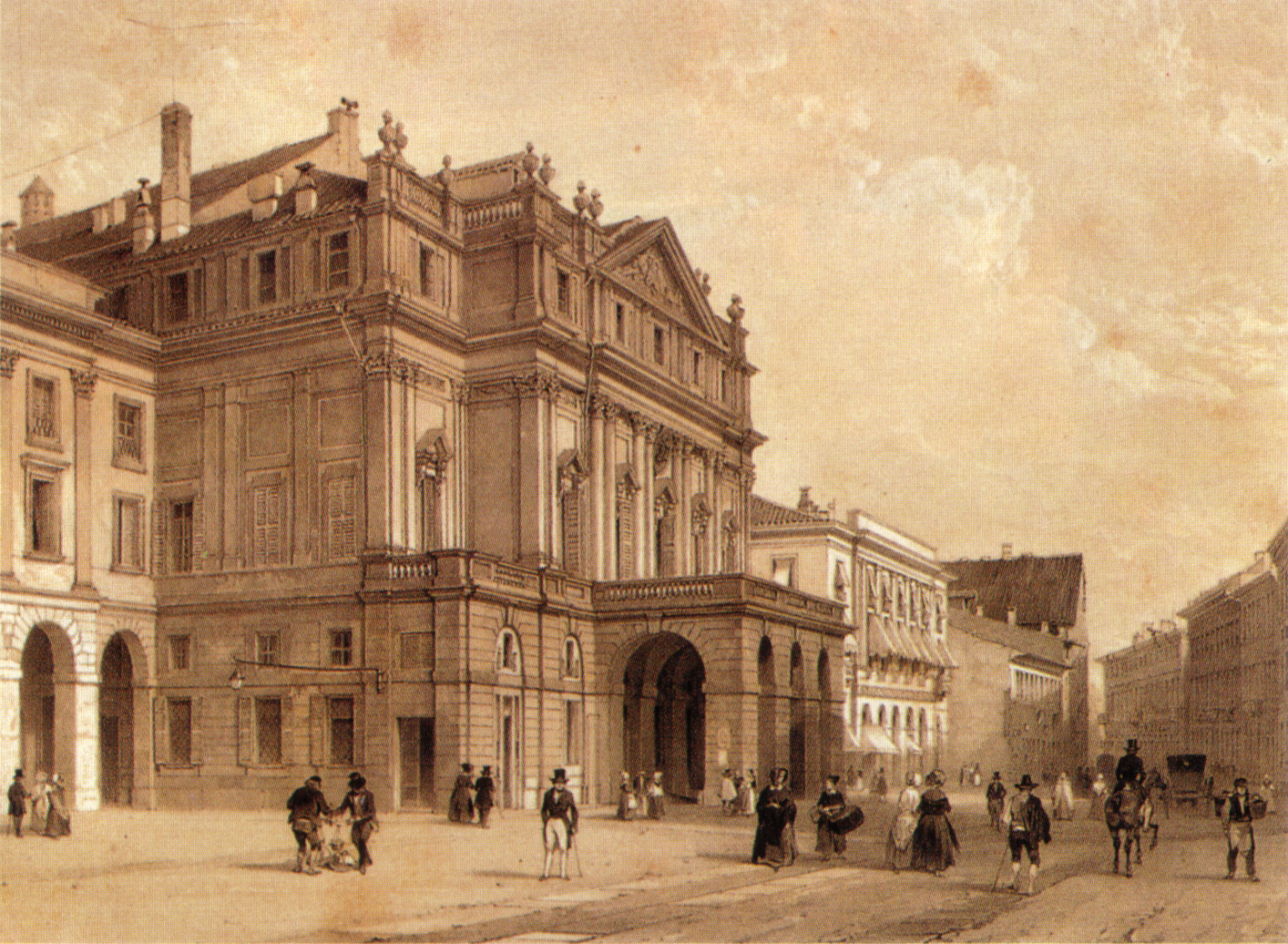
La Scala al segle XIX

Interior del teatre

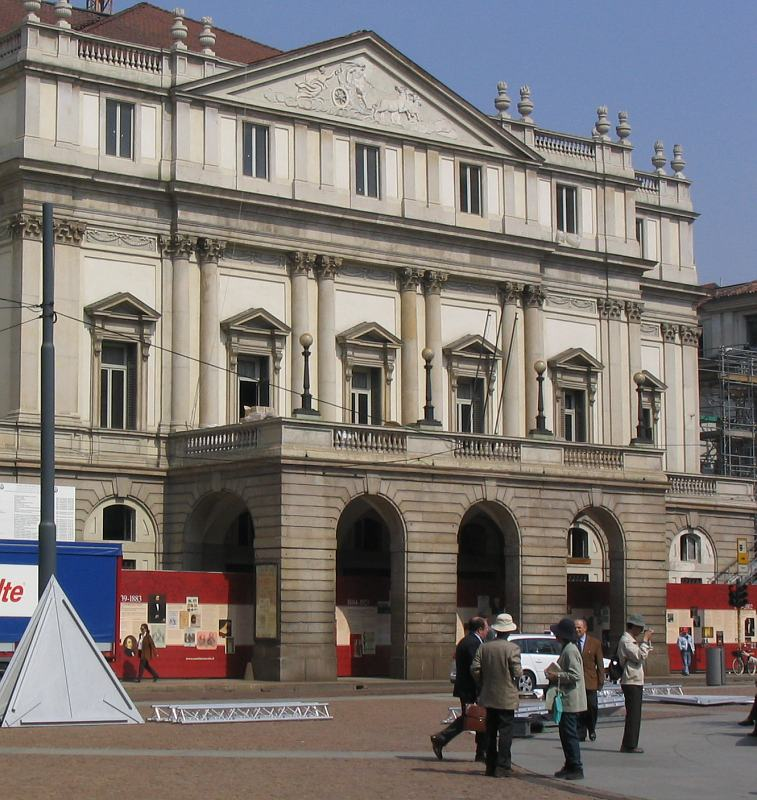
Teatre de La Scala de Milà el 2004

Ha estat ubicat en dos edificis. Un incendi va destruir-ne el primer, l'antic Teatro Ducale, el 25 de febrer de 1776, després d'una gala de carnestoltes. Els noranta propietaris de les llotges del teatre van demanar a l'arxiduc Ferran I d'Àustria la construcció d'un nou teatre i d'un altre de provisional durant les obres.
L'arquitecte neoclàssic Giuseppe Piermarini va fer-ne un disseny inicial que va ser rebutjat pel comte Firmian (un governador austríac). Un segon pla va ser acceptat per l'emperadriu Maria Teresa l'any 1776.
El nou teatre es va construir al lloc que ocupava abans l'església Santa Maria alla Scala, que va llegar el nom al teatre. L'església va ser desconsagrada i enderrocada, i en un període de dos anys Pietro Marliani, Pietro Nosetti i Antonio i Giuseppe Fe van completar la construcció del nou edifici. Va ser inaugurat el 3 d'agost de 1778, amb el nom de Nuovo Regio Ducal Teatro alla Scala, amb l'òpera L'Europa riconosciuta de Salieri.
Com altres teatres de l'època, la Scala va ser també un casino; els apostadors ocupaven el foyer.
L'estructura original va ser renovada el 1907, canviant al disseny actual. L'any 1943, durant la Segona Guerra Mundial, els bombardejos van danyar seriosament el teatre. Va ser reconstruït i reestrenat l'11 de maig de 1946 amb un concert memorable, dirigit per Arturo Toscanini.
En la Scala s'han estrenat moltes òperes famoses, i va mantenir una relació molt especial amb el compositor Giuseppe Verdi. No obstant això, durant molts anys el compositor no hi va presentar cap de les seues obres, perquè Verdi va acusar l'orquestra de modificar la seua música.
Actualment l'edifici inclou un museu al qual s'accedix des del foyer, amb una extraordinària col·lecció de pintures, esbossos, estàtues, i altres documents relacionats amb l'òpera.

### Restauració
El teatre va ser tancat entre el 19 de gener del 2002 i novembre del 2004 per a la seua restauració. En aquesta ocasió el projecte va ser dissenyat per l'arquitecte Mario Botta. Durant aquest període la companyia es va traslladar al Teatro degli Arcimboldi.
La restauració va ser-ne controvertida perquè els que vetlaven per la preservació del teatre temien que se'n perderen els detalls històrics. La decisió més discutida va ser l'enderrocament de tota l'àrea posterior a l'escenari per crear una zona de servei moderna i funcional, digna d'un dels més importants teatres del món, com es va argumentar.
En canvi, la filosofia que ha guiat la reestructuració del saló del teatre ha estat la de tornar a la Scala l'esplendor originària i eliminar totes les modificacions posteriors. S'han eliminat estores i pintures que ocultaven el marbre originari i, en la mesura en què ha estat possible, s'han recuperat les decoracions del segle xviii d'alguns palchi d'importància històrica com la barcaccia del virrei d'un meravellós color blau celeste.
Es considera que la companyia va quedar satisfeta i impressionada amb la qualitat del so i les millores en l'estructura. En l'espai que s'ha agregat a la part posterior de l'escenari es podran guardar més escenografies. Les localitats van ser equipades amb monitors on es presenta el llibret en anglès, francès o italià.
Per a la reobertura del teatre es va escollir la mateixa òpera que es va utilitzar en l'obertura, L'Europa riconosciuta.

## Estrenes absolutes
Algunes de les òperes significatives estrenades en aquest teatre han estat:
- 2007: Teneke de Fabio Vacchi
- 1988: Montag aus Licht de Karlheinz Stockhausen
- 1984: Samstag aus Licht de Karlheinz Stockhausen
- 1963: Pasaggio de Luciano Berio
- 1962: Atlàntida, de Manuel de Falla (versió escènica; estrenada en versió de concert al Liceu el 1961)
- 1957: Dialogues des Carmélites de Francis Poulenc
- 1926: Turandot de Giacomo Puccini
- 1924: Nerone de Arrigo Boito
- 1924: La cena delle beffe d'Umberto Giordano
- 1904: Madama Butterfly de Giacomo Puccini
- 1896: Andrea Chénier d'Umberto Giordano
- 1895: Guglielmo Ratcliff de Pietro Mascagni
- 1893: Falstaff de Giuseppe Verdi
- 1892: La Wally de Alfredo Catalani
- 1889: Edgar de Giacomo Puccini
- 1887: Otello de Giuseppe Verdi
- 1885: Marion Delorme d'Amilcare Ponchielli
- 1876: La Gioconda d'Amilcare Ponchielli
- 1873: Fosca de Carlos Gomes
- 1870: Il Guarany de Carlos Gomes
- 1868: Mefistofele d'Arrigo Boito
- 1845: Giovanna d'Arco de Giuseppe Verdi
- 1843: I Lombardi alla prima crociata de Giuseppe Verdi
- 1842: Nabucco de Giuseppe Verdi
- 1840: Un giorno di regno de Giuseppe Verdi
- 1839: Oberto, Conte di San Bonifacio de Giuseppe Verdi
- 1835: Maria Stuarda de Gaetano Donizetti
- 1834: Gemma di Vergy de Gaetano Donizetti
- 1833: Lucrezia Borgia de Gaetano Donizetti
- 1831: Norma de Vincenzo Bellini
- 1830: Anna Bolena de Gaetano Donizetti
- 1829: La straniera de Vincenzo Bellini
- 1827: Il pirata de Vincenzo Bellini
- 1820: Margherita d'Anjou de Giacomo Meyerbeer
- 1814: Il turco in Italia de Gioacchino Rossini
- 1813: Aureliano in Palmira de Gioacchino Rossini
- 1812: La pietra del paragone de Gioacchino Rossini
- 1786: I due supposti, ossia, Lo sposo senza moglie de Domenico Cimarosa
- 1778: Europa riconosciuta d'Antonio Salieri

## Directors musicals
- 1871-1889: Franco Faccio
- 1898-1908: Arturo Toscanini
- 1909-1914: Tullio Serafin
- La Scala es tancà de 1914 a 1917
- 1917-1918: Tullio Serafin
- La Scala es tancà de 1918 a 1920
- 1921-1929: Arturo Toscanini
- 1929-1953: Victor de Sabata
- 1953-1956: Carlo Maria Giulini
- 1956: Guido Cantelli (mort accidentalment abans de la presa de possessió)
- Lloc vacant entre 1956 i 1968
- 1968-1986: Claudio Abbado
- 1986-2005: Riccardo Muti
- des de 2006: Daniel Barenboim (com a director convidat principal)